# Jim White
Michael Davis Pratt (sinh ngày 10 tháng 3 năm 1957), được biết tới với nghệ danh Jim White, là một ca sĩ-người viết bài hát và nhạc công guitar người Mỹ.

## Thuở thiếu thời và tiền sự nghiệp âm nhạc
White được sinh ra ở California như đã chuyển tới Pensacola, Florida khi 5 tuổi. Nhạc Phúc âm đã ảnh hưởng tới ông khi ông còn bé. Theo nhiều nguồn, ông cũng là một nghệ sĩ hài, người mẫu, võ sĩ quyền Anh, nhà thuyết giáo, nhà lướt ván chuyên nghiệp, và một tài xế tắc xi. Trước khi khởi đầu sự nghiệp âm nhạc, White đã vào trường phim của Đại học New York. Sau khi hoàn thành bài luận văn tại Đại học, cuộc sống của White bước vào "cái hố sâu của bệnh tật, buồn chán và thiếu thốn." Tuy nhiên, trong một buổi tiệc được tổ chức bởi những người bạn lớp phim, White bắt đầu biểu diễn, và không lâu sau cũng bắt tay vào sáng tác cho một album.

## Đĩa nhạc

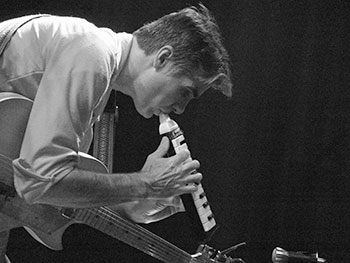
Jim White biểu diễn tại Đan Mạch năm 2014
Ảnh chụp bởi Hreinn Gudlaugsson

### Album
- 1997: Wrong-Eyed Jesus (The Mysterious Tale of How I Shouted)
- 2001: No Such Place
- 2004: Drill a Hole in That Substrate and Tell Me What You See
- 2005: Jim White Presents Music from Searching for the Wrong-Eyed Jesus
- 2007: Transnormal Skiperoo
- 2012: Where It Hits You

### EP
- 1997: Gimme 5
- 2008: A Funny Little Cross to Bear